# ATP World Tour 2007
ATP World Tour 2007 – sezon profesjonalnych męskich turniejów tenisowych organizowanych przez Association of Tennis Professionals w 2007 roku. ATP World Tour 2007 obejmuje turnieje wielkoszlemowe (organizowane przez ITF), turnieje rangi ATP Masters Series, ATP International Series Gold, ATP International Series, zawody Pucharu Davisa (organizowane przez ITF) oraz Tennis Masters Cup.

## Klasyfikacja turniejów
| Wielki Szlem                  |
| Tennis Masters Cup            |
| ATP Masters Series            |
| ATP International Series Gold |
| ATP International Series      |

## Styczeń
| Data        | Turniej                                                                  | Zwycięzcy                        | Wynik           | Finaliści                             | Półfinaliści                             | Ćwierćfinaliści                                                      |
| ----------- | ------------------------------------------------------------------------ | -------------------------------- | --------------- | ------------------------------------- | ---------------------------------------- | -------------------------------------------------------------------- |
| 1 stycznia  | Qatar ExxonMobil Open Doha ATP International Series                      | Ivan Ljubičić                    | 6:4, 6:4        | Andy Murray                           | Nikołaj Dawydienko Robin Söderling       | Michaił Jużny Markos Pagdatis Maks Mirny Olivier Rochus              |
| 1 stycznia  | Qatar ExxonMobil Open Doha ATP International Series                      | Michaił Jużny Nenad Zimonjić     | 6:1, 7:6        | Martin Damm Leander Paes              | Nikołaj Dawydienko Robin Söderling       | Michaił Jużny Markos Pagdatis Maks Mirny Olivier Rochus              |
| 1 stycznia  | Next Generation Adelaide International Adelaide ATP International Series | Novak Đoković                    | 6:3, 6:7, 6:4   | Chris Guccione                        | Joachim Johansson Juan Martín del Potro  | Paul Goldstein Igor Kunicyn Vince Spadea Richard Gasquet             |
| 1 stycznia  | Next Generation Adelaide International Adelaide ATP International Series | Wesley Moodie Todd Perry         | 6:4, 3:6, 15–13 | Novak Đoković Radek Štěpánek          | Joachim Johansson Juan Martín del Potro  | Paul Goldstein Igor Kunicyn Vince Spadea Richard Gasquet             |
| 1 stycznia  | Chennai Open Madras ATP International Series                             | Xavier Malisse                   | 6:1, 6:3        | Stefan Koubek                         | Rafael Nadal Carlos Moyá                 | Ivo Karlović Fabrice Santoro Davide Sanguinetti Julien Benneteau     |
| 1 stycznia  | Chennai Open Madras ATP International Series                             | Xavier Malisse Dick Norman       | 7:6, 7:6        | Rafael Nadal Tomeu Salvà              | Rafael Nadal Carlos Moyá                 | Ivo Karlović Fabrice Santoro Davide Sanguinetti Julien Benneteau     |
| 8 stycznia  | Medibank International Sydney ATP International Series                   | James Blake                      | 6:3, 5:7, 6:1   | Carlos Moyá                           | Jürgen Melzer Richard Gasquet            | Tomáš Berdych Jewgienij Korolow Markos Pagdatis Paul-Henri Mathieu   |
| 8 stycznia  | Medibank International Sydney ATP International Series                   | Paul Hanley Kevin Ullyett        | 6:4, 6:7, 10–6  | Mark Knowles Daniel Nestor            | Jürgen Melzer Richard Gasquet            | Tomáš Berdych Jewgienij Korolow Markos Pagdatis Paul-Henri Mathieu   |
| 8 stycznia  | Heineken Open Auckland ATP International Series                          | David Ferrer                     | 6:4, 6:2        | Tommy Robredo                         | Agustín Calleri Mardy Fish               | Philipp Kohlschreiber Juan Mónaco Kristof Vliegen Juan Ignacio Chela |
| 8 stycznia  | Heineken Open Auckland ATP International Series                          | Jeff Coetzee Rogier Wassen       | 6:7, 6:3, 10–2  | Simon Aspelin Chris Haggard           | Agustín Calleri Mardy Fish               | Philipp Kohlschreiber Juan Mónaco Kristof Vliegen Juan Ignacio Chela |
| 15 stycznia | Australian Open Melbourne Wielki Szlem                                   | Roger Federer                    | 7:6, 6:4, 6:4   | Fernando González                     | Andy Roddick Tommy Haas                  | Tommy Robredo Mardy Fish Nikołaj Dawydienko Rafael Nadal             |
| 15 stycznia | Australian Open Melbourne Wielki Szlem                                   | Bob Bryan Mike Bryan             | 7:5, 7:5        | Jonas Björkman Maks Mirny             | Andy Roddick Tommy Haas                  | Tommy Robredo Mardy Fish Nikołaj Dawydienko Rafael Nadal             |
| 29 stycznia | Movistar Open Viña del Mar ATP International Series                      | Luis Horna                       | 7:5, 6:3        | Nicolás Massú                         | Albert Montañés Martín Vassallo Argüello | Igor Andriejew Carlos Berlocq Fernando González Sergio Roitman       |
| 29 stycznia | Movistar Open Viña del Mar ATP International Series                      | Paul Capdeville Óscar Hernández  | 4:6, 6:4, 10–6  | Albert Montañés Rubén Ramírez Hidalgo | Albert Montañés Martín Vassallo Argüello | Igor Andriejew Carlos Berlocq Fernando González Sergio Roitman       |
| 29 stycznia | PBZ Zagrzeb Indoors Zagrzeb ATP International Series                     | Markos Pagdatis                  | 7:6, 4:6, 6:4   | Ivan Ljubičić                         | Alexander Peya Michaił Jużny             | Arnaud Clément Marc Gicquel Thomas Johansson Michaël Llodra          |
| 29 stycznia | PBZ Zagrzeb Indoors Zagrzeb ATP International Series                     | Michael Kohlmann Alexander Waske | 7:6, 4:6, 10–5  | František Čermák Jaroslav Levinský    | Alexander Peya Michaił Jużny             | Arnaud Clément Marc Gicquel Thomas Johansson Michaël Llodra          |
| 29 stycznia | Delray Beach ITC Delray Beach International Series                       | Xavier Malisse                   | 5:7, 6:4 ,6:4   | James Blake                           | Benjamin Becker Vince Spadea             | Tommy Haas Guillermo García-López Florian Mayer Davide Sanguinetti   |
| 29 stycznia | Delray Beach ITC Delray Beach International Series                       | Hugo Armando Xavier Malisse      | 6:3, 6:7 10-5   | James Auckland Stephen Huss           | Benjamin Becker Vince Spadea             | Tommy Haas Guillermo García-López Florian Mayer Davide Sanguinetti   |

## Luty
| Data      | Turniej                                                                                    | Zwycięzcy                           | Wynik          | Finaliści                             | Półfinaliści                        | Ćwierćfinaliści                                                |
| --------- | ------------------------------------------------------------------------------------------ | ----------------------------------- | -------------- | ------------------------------------- | ----------------------------------- | -------------------------------------------------------------- |
| 12 lutego | Open 13 Marsylia ATP International Series                                                  | Gilles Simon                        | 6:4, 7:6       | Markos Pagdatis                       | Robin Söderling Jarkko Nieminen     | Richard Gasquet Jonas Björkman Michaił Jużny Julien Benneteau  |
| 12 lutego | Open 13 Marsylia ATP International Series                                                  | Arnaud Clément Michaël Llodra       | 7:5, 4:6, 10–8 | Mark Knowles Daniel Nestor            | Robin Söderling Jarkko Nieminen     | Richard Gasquet Jonas Björkman Michaił Jużny Julien Benneteau  |
| 12 lutego | Brasil Open Costa do Sauípe ATP International Series                                       | Guillermo Cañas                     | 7:6, 6:2       | Juan Carlos Ferrero                   | Flávio Saretta Juan Ignacio Chela   | Potito Starace Nicolás Almagro Juan Mónaco Agustín Calleri     |
| 12 lutego | Brasil Open Costa do Sauípe ATP International Series                                       | Lukáš Dlouhý Pavel Vízner           | 6:2, 7:6       | Albert Montañés Rubén Ramírez Hidalgo | Flávio Saretta Juan Ignacio Chela   | Potito Starace Nicolás Almagro Juan Mónaco Agustín Calleri     |
| 12 lutego | SAP Open San Jose ATP International Series                                                 | Andy Murray                         | 6:7, 6:4, 7:6  | Ivo Karlović                          | Andy Roddick Benjamin Becker        | Vince Spadea Lee Hyung-taik Marat Safin Mardy Fish             |
| 12 lutego | SAP Open San Jose ATP International Series                                                 | Eric Butorac Jamie Murray           | 7:5, 7:6       | Chris Haggard Rainer Schüttler        | Andy Roddick Benjamin Becker        | Vince Spadea Lee Hyung-taik Marat Safin Mardy Fish             |
| 19 lutego | ABN AMRO World Tennis Tournament Rotterdam ATP International Series Gold                   | Michaił Jużny                       | 6:2, 6:4       | Ivan Ljubičić                         | Nikołaj Dawydienko Novak Đoković    | Philipp Kohlschreiber Florian Mayer David Ferrer Tommy Robredo |
| 19 lutego | ABN AMRO World Tennis Tournament Rotterdam ATP International Series Gold                   | Martin Damm Leander Paes            | 6:3, 6:7, 10–8 | Andrei Pavel Alexander Waske          | Nikołaj Dawydienko Novak Đoković    | Philipp Kohlschreiber Florian Mayer David Ferrer Tommy Robredo |
| 19 lutego | R.M. Keegan Championships and the Cellular South Cup Memphis ATP International Series Gold | Tommy Haas                          | 6:3, 6:2       | Andy Roddick                          | Andy Murray Mardy Fish              | Lu Yen-hsun Stefan Koubek Tejmuraz Gabaszwili Sam Querrey      |
| 19 lutego | R.M. Keegan Championships and the Cellular South Cup Memphis ATP International Series Gold | Eric Butorac Jamie Murray           | 7:5, 6:3       | Julian Knowle Jürgen Melzer           | Andy Murray Mardy Fish              | Lu Yen-hsun Stefan Koubek Tejmuraz Gabaszwili Sam Querrey      |
| 19 lutego | Copa Telmex Buenos Aires Buenos Aires ATP International Series                             | Juan Mónaco                         | 6:1, 6:2       | Alessio Di Mauro                      | Nicolás Almagro Diego Hartfield     | Luis Horna Juan Ignacio Chela Albert Montañés Nicolas Devilder |
| 19 lutego | Copa Telmex Buenos Aires Buenos Aires ATP International Series                             | Martín García Sebastián Prieto      | 6:4, 6:2       | Albert Montañés Rubén Ramírez Hidalgo | Nicolás Almagro Diego Hartfield     | Luis Horna Juan Ignacio Chela Albert Montañés Nicolas Devilder |
| 26 lutego | Barclays Dubai Tennis Championships Dubaj ATP International Series Gold                    | Roger Federer                       | 6:4, 6:3       | Michaił Jużny                         | Tommy Haas Robin Söderling          | Novak Đoković Olivier Rochus Fabrice Santoro Rafael Nadal      |
| 26 lutego | Barclays Dubai Tennis Championships Dubaj ATP International Series Gold                    | Fabrice Santoro Nenad Zimonjić      | 7:5, 6:7, 10–7 | Mahesh Bhupathi Radek Štěpánek        | Tommy Haas Robin Söderling          | Novak Đoković Olivier Rochus Fabrice Santoro Rafael Nadal      |
| 26 lutego | Abierto Mexicano TELCEL Acapulco ATP International Series Gold                             | Juan Ignacio Chela                  | 6:3, 7:6       | Carlos Moyá                           | Juan Carlos Ferrero Agustín Calleri | Gastón Gaudio Nicolás Almagro Nicolás Massú José Acasuso       |
| 26 lutego | Abierto Mexicano TELCEL Acapulco ATP International Series Gold                             | Potito Starace M. Vassallo Argüello | 6:0, 6:2       | Lukáš Dlouhý Pavel Vízner             | Juan Carlos Ferrero Agustín Calleri | Gastón Gaudio Nicolás Almagro Nicolás Massú José Acasuso       |
| 26 lutego | Tennis Channel Open Las Vegas ATP International Series                                     | Lleyton Hewitt                      | 6:4, 7:6       | Jürgen Melzer                         | Jewgienij Korolow Marat Safin       | Sam Querrey Jan Hernych Fernando Verdasco Feliciano López      |
| 26 lutego | Tennis Channel Open Las Vegas ATP International Series                                     | Bob Bryan Mike Bryan                | 7:6, 6:2       | Jonatan Erlich Andy Ram               | Jewgienij Korolow Marat Safin       | Sam Querrey Jan Hernych Fernando Verdasco Feliciano López      |

## Marzec
| Data     | Turniej                                           | Zwycięzcy                | Wynik          | Finaliści                | Półfinaliści              | Ćwierćfinaliści                                            |
| -------- | ------------------------------------------------- | ------------------------ | -------------- | ------------------------ | ------------------------- | ---------------------------------------------------------- |
| 5 marca  | Pacific Life Open Indian Wells ATP Masters Series | Rafael Nadal             | 6:2, 7:5       | Novak Đoković            | Andy Murray Andy Roddick  | David Ferrer Tommy Haas Ivan Ljubičić Juan Ignacio Chela   |
| 5 marca  | Pacific Life Open Indian Wells ATP Masters Series | Martin Damm Leander Paes | 6:4, 6:4       | Jonatan Erlich Andy Ram  | Andy Murray Andy Roddick  | David Ferrer Tommy Haas Ivan Ljubičić Juan Ignacio Chela   |
| 19 marca | Sony Ericsson Open Miami ATP Masters Series       | Novak Đoković            | 6:3, 6:2, 6:4  | Guillermo Cañas          | Andy Murray Ivan Ljubičić | Tommy Robredo Juan Ignacio Chela Andy Roddick Rafael Nadal |
| 19 marca | Sony Ericsson Open Miami ATP Masters Series       | Bob Bryan Mike Bryan     | 7:6, 3:6, 10–7 | Martin Damm Leander Paes | Andy Murray Ivan Ljubičić | Tommy Robredo Juan Ignacio Chela Andy Roddick Rafael Nadal |

## Kwiecień
| Data        | Turniej                                                              | Zwycięzcy                           | Wynik          | Finaliści                          | Półfinaliści                       | Ćwierćfinaliści                                                     |
| ----------- | -------------------------------------------------------------------- | ----------------------------------- | -------------- | ---------------------------------- | ---------------------------------- | ------------------------------------------------------------------- |
| 9 kwietnia  | Open de Tenis Comunidad Valenciana Walencja ATP International Series | Nicolás Almagro                     | 4:6, 6:2, 6:1  | Potito Starace                     | Iván Navarro Santiago Ventura      | Jewgienij Korolow Marcel Granollers Filippo Volandri Alberto Martín |
| 9 kwietnia  | Open de Tenis Comunidad Valenciana Walencja ATP International Series | Wesley Moodie Todd Perry            | 7:5, 7:5       | Yves Allegro Sebastián Prieto      | Iván Navarro Santiago Ventura      | Jewgienij Korolow Marcel Granollers Filippo Volandri Alberto Martín |
| 9 kwietnia  | US Men’s Clay Court Championships Houston ATP International Series   | Ivo Karlović                        | 6:4, 6:1       | Mariano Zabaleta                   | Albert Montañés James Blake        | Vince Spadea Tommy Haas Jürgen Melzer Juan Mónaco                   |
| 9 kwietnia  | US Men’s Clay Court Championships Houston ATP International Series   | Bob Bryan Mike Bryan                | 7:6, 6:4       | Mark Knowles Daniel Nestor         | Albert Montañés James Blake        | Vince Spadea Tommy Haas Jürgen Melzer Juan Mónaco                   |
| 15 kwietnia | Masters Series Monte Carlo Monte Carlo ATP Masters Series            | Rafael Nadal                        | 6:4, 6:4       | Roger Federer                      | Tomáš Berdych Juan Carlos Ferrero  | David Ferrer Richard Gasquet Robin Söderling Philipp Kohlschreiber  |
| 15 kwietnia | Masters Series Monte Carlo Monte Carlo ATP Masters Series            | Bob Bryan Mike Bryan                | 6:2, 6:1       | Julien Benneteau Richard Gasquet   | Tomáš Berdych Juan Carlos Ferrero  | David Ferrer Richard Gasquet Robin Söderling Philipp Kohlschreiber  |
| 23 kwietnia | Open Sabadell Atlántico Barcelona ATP International Series Gold      | Rafael Nadal                        | 6:3, 6:4       | Guillermo Cañas                    | David Ferrer Agustín Calleri       | Potito Starace David Nalbandian Nikołaj Dawydienko Óscar Hernández  |
| 23 kwietnia | Open Sabadell Atlántico Barcelona ATP International Series Gold      | Andrei Pavel Alexander Waske        | 6:3, 7:6       | Rafael Nadal Bartolome Salva-Vidal | David Ferrer Agustín Calleri       | Potito Starace David Nalbandian Nikołaj Dawydienko Óscar Hernández  |
| 23 kwietnia | Grand Prix Hassan II Casablanca ATP International Series             | Paul-Henri Mathieu                  | 6:1, 6:1       | Albert Montañés                    | Rubén Ramírez Hidalgo Marc Gicquel | Dominik Hrbatý Sébastien Grosjean Julien Benneteau José Acasuso     |
| 23 kwietnia | Grand Prix Hassan II Casablanca ATP International Series             | Jordan Kerr David Škoch             | 7:6, 1:6, 10–4 | Łukasz Kubot Oliver Marach         | Rubén Ramírez Hidalgo Marc Gicquel | Dominik Hrbatý Sébastien Grosjean Julien Benneteau José Acasuso     |
| 30 kwietnia | Estoril Open Estoril ATP International Series                        | Novak Đoković                       | 7:6, 0:6, 6:1  | Richard Gasquet                    | Paul-Henri Mathieu Tommy Robredo   | Vince Spadea Juan Mónaco Guillermo García-López Agustín Calleri     |
| 30 kwietnia | Estoril Open Estoril ATP International Series                        | Marcelo Melo André Sá               | 3:6, 6:2, 10–6 | Martín García Sebastián Prieto     | Paul-Henri Mathieu Tommy Robredo   | Vince Spadea Juan Mónaco Guillermo García-López Agustín Calleri     |
| 30 kwietnia | BMW Open Monachium ATP International Series                          | Philipp Kohlschreiber               | 2:6, 6:3, 6:4  | Michaił Jużny                      | Markos Pagdatis Tomáš Berdych      | Sébastien Grosjean Alexander Waske Jürgen Melzer Nicolas Devilder   |
| 30 kwietnia | BMW Open Monachium ATP International Series                          | Philipp Kohlschreiber Michaił Jużny | 6:1, 6:4       | Jan Hájek Jaroslav Levinský        | Markos Pagdatis Tomáš Berdych      | Sébastien Grosjean Alexander Waske Jürgen Melzer Nicolas Devilder   |

## Maj
| Data    | Turniej                                                             | Zwycięzcy                      | Wynik              | Finaliści                 | Półfinaliści                        | Ćwierćfinaliści                                                 |
| ------- | ------------------------------------------------------------------- | ------------------------------ | ------------------ | ------------------------- | ----------------------------------- | --------------------------------------------------------------- |
| 7 maja  | Internazionali BNL d’Italia Rzym ATP Masters Series                 | Rafael Nadal                   | 6:2, 6:2           | Fernando González         | Filippo Volandri Nikołaj Dawydienko | Tomáš Berdych Tommy Robredo Novak Đoković Juan Ignacio Chela    |
| 7 maja  | Internazionali BNL d’Italia Rzym ATP Masters Series                 | Fabrice Santoro Nenad Zimonjić | 6:4, 6:7, 10–7     | Bob Bryan Mike Bryan      | Filippo Volandri Nikołaj Dawydienko | Tomáš Berdych Tommy Robredo Novak Đoković Juan Ignacio Chela    |
| 14 maja | Masters Series Hamburg Hamburg ATP Masters Series                   | Roger Federer                  | 2:6, 6:2, 6:0      | Rafael Nadal              | Carlos Moyá Lleyton Hewitt          | David Ferrer Novak Đoković Fernando González Nicolás Almagro    |
| 14 maja | Masters Series Hamburg Hamburg ATP Masters Series                   | Bob Bryan Mike Bryan           | 6:3, 6:4           | Paul Hanley Kevin Ullyett | Carlos Moyá Lleyton Hewitt          | David Ferrer Novak Đoković Fernando González Nicolás Almagro    |
| 20 maja | Hypo Group Tennis International Pörtschach ATP International Series | Juan Mónaco                    | 7:6, 6:0           | Gaël Monfils              | Luis Horna Lleyton Hewitt           | Nikołaj Dawydienko Andy Roddick Diego Hartfield Albert Montañés |
| 20 maja | Hypo Group Tennis International Pörtschach ATP International Series | Simon Aspelin Julian Knowle    | 7:6, 5:7 10-5      | Leoš Friedl David Škoch   | Luis Horna Lleyton Hewitt           | Nikołaj Dawydienko Andy Roddick Diego Hartfield Albert Montañés |
| 27 maja | Roland Garros Paryż Wielki Szlem                                    | Rafael Nadal                   | 6:3, 4:6, 6:3, 6:4 | Roger Federer             | Nikołaj Dawydienko Novak Đoković    | Igor Andriejew Carlos Moyá Tommy Robredo Guillermo Cañas        |
| 27 maja | Roland Garros Paryż Wielki Szlem                                    | Mark Knowles Daniel Nestor     | 2:6, 6:3, 6:4      | Lukáš Dlouhý Pavel Vízner | Nikołaj Dawydienko Novak Đoković    | Igor Andriejew Carlos Moyá Tommy Robredo Guillermo Cañas        |

## Czerwiec
| Data       | Turniej                                                  | Zwycięzcy                     | Wynik                   | Finaliści                      | Półfinaliści                          | Ćwierćfinaliści                                                                 |
| ---------- | -------------------------------------------------------- | ----------------------------- | ----------------------- | ------------------------------ | ------------------------------------- | ------------------------------------------------------------------------------- |
| 11 czerwca | Gerry Weber Open Halle ATP International Series          | Tomáš Berdych                 | 7:5, 6:4                | Markos Pagdatis                | Jarkko Nieminen Philipp Kohlschreiber | Marc Gicquel Michaił Jużny James Blake Florian Mayer                            |
| 11 czerwca | Gerry Weber Open Halle ATP International Series          | Simon Aspelin Julian Knowle   | 6:4, 7:6                | Fabrice Santoro Nenad Zimonjić | Jarkko Nieminen Philipp Kohlschreiber | Marc Gicquel Michaił Jużny James Blake Florian Mayer                            |
| 11 czerwca | The Artois Championships Londyn ATP International Series | Andy Roddick                  | 4:6, 7:6, 7:6           | Nicolas Mahut                  | Arnaud Clément Dmitrij Tursunow       | Rafael Nadal Ivo Karlović Fernando González Marin Čilić                         |
| 11 czerwca | The Artois Championships Londyn ATP International Series | Mark Knowles Daniel Nestor    | 7:6, 7:5                | Bob Bryan Mike Bryan           | Arnaud Clément Dmitrij Tursunow       | Rafael Nadal Ivo Karlović Fernando González Marin Čilić                         |
| 18 czerwca | Ordina Open ’s-Hertogenbosch ATP International Series    | Ivan Ljubičić                 | 7:6, 4:6, 7:6           | Peter Wessels                  | Antony Dupuis Julien Benneteau        | Tommy Robredo Benjamin Becker Michael Berrer Janko Tipsarević                   |
| 18 czerwca | Ordina Open ’s-Hertogenbosch ATP International Series    | Jeff Coetzee Rogier Wassen    | 3:6, 7:6, 12–10         | Martin Damm Leander Paes       | Antony Dupuis Julien Benneteau        | Tommy Robredo Benjamin Becker Michael Berrer Janko Tipsarević                   |
| 18 czerwca | The Nottingham Open Nottingham ATP International Series  | Ivo Karlović                  | 3:6, 6:4, 6:4           | Arnaud Clément                 | Jonas Björkman Dmitrij Tursunow       | Richard Gasquet Paul-Henri Mathieu Juan Martín del Potro Guillermo García-López |
| 18 czerwca | The Nottingham Open Nottingham ATP International Series  | Eric Butorac Jamie Murray     | 4:6, 6:3, 10–5          | Joshua Goodall Ross Hutchins   | Jonas Björkman Dmitrij Tursunow       | Richard Gasquet Paul-Henri Mathieu Juan Martín del Potro Guillermo García-López |
| 25 czerwca | Wimbledon Londyn Wielki Szlem                            | Roger Federer                 | 7:6, 4:6, 7:6, 2:6, 6:2 | Rafael Nadal                   | Richard Gasquet Novak Đoković         | Juan Carlos Ferrero Andy Roddick Markos Pagdatis Tomáš Berdych                  |
| 25 czerwca | Wimbledon Londyn Wielki Szlem                            | Arnaud Clément Michaël Llodra | 6:7, 6:3, 6:4, 6:4      | Bob Bryan Mike Bryan           | Richard Gasquet Novak Đoković         | Juan Carlos Ferrero Andy Roddick Markos Pagdatis Tomáš Berdych                  |

## Lipiec
| Data     | Turniej                                                                       | Zwycięzcy                              | Wynik          | Finaliści                                | Półfinaliści                       | Ćwierćfinaliści                                                     |
| -------- | ----------------------------------------------------------------------------- | -------------------------------------- | -------------- | ---------------------------------------- | ---------------------------------- | ------------------------------------------------------------------- |
| 9 lipca  | Allianz Suisse Open Gstaad Gstaad ATP International Series                    | Paul-Henri Mathieu                     | 6:7, 6:4, 7:5  | Andreas Seppi                            | Radek Štěpánek Igor Andriejew      | Gaël Monfils Marc Gicquel Richard Gasquet Martín Vassallo Argüello  |
| 9 lipca  | Allianz Suisse Open Gstaad Gstaad ATP International Series                    | František Čermák Pavel Vízner          | 7:5, 5:7, 10–7 | Marc Gicquel Florent Serra               | Radek Štěpánek Igor Andriejew      | Gaël Monfils Marc Gicquel Richard Gasquet Martín Vassallo Argüello  |
| 9 lipca  | Campbell's Hall of Fame Tennis Championships Newport ATP International Series | Fabrice Santoro                        | 6:4, 6:4       | Nicolas Mahut                            | Wesley Moodie Dick Norman          | Aisam-ul-Haq Qureshi Prakash Amritraj Mischa Zverev Vince Spadea    |
| 9 lipca  | Campbell's Hall of Fame Tennis Championships Newport ATP International Series | Jordan Kerr Jim Thomas                 | 6:3, 7:5       | Nathan Healey Igor Kunicyn               | Wesley Moodie Dick Norman          | Aisam-ul-Haq Qureshi Prakash Amritraj Mischa Zverev Vince Spadea    |
| 9 lipca  | Catella Swedish Open Båstad ATP International Series                          | David Ferrer                           | 6:1, 6:2       | Nicolás Almagro                          | Carlos Moyá Filippo Volandri       | Luis Horna Robin Söderling Olivier Rochus Gilles Simon              |
| 9 lipca  | Catella Swedish Open Båstad ATP International Series                          | Simon Aspelin Julian Knowle            | 6:2, 6:4       | Martín García Sebastián Prieto           | Carlos Moyá Filippo Volandri       | Luis Horna Robin Söderling Olivier Rochus Gilles Simon              |
| 16 lipca | Dutch Open Tennis Amersfoort ATP International Series                         | Steve Darcis                           | 6:1, 7:6       | Werner Eschauer                          | Robin Haase Michaił Jużny          | Igor Andriejew Jewgienij Korolow Florent Serra Carlos Moyá          |
| 16 lipca | Dutch Open Tennis Amersfoort ATP International Series                         | Juan Pablo Brzezicki Juan Pablo Guzmán | 6:2, 6:0       | Robin Haase Rogier Wassen                | Robin Haase Michaił Jużny          | Igor Andriejew Jewgienij Korolow Florent Serra Carlos Moyá          |
| 16 lipca | Mercedes Cup Stuttgart ATP International Series Gold                          | Rafael Nadal                           | 6:4, 7:5       | Stan Wawrinka                            | Juan Ignacio Chela Feliciano López | Juan Carlos Ferrero Fernando Verdasco Juan Mónaco Jiří Vaněk        |
| 16 lipca | Mercedes Cup Stuttgart ATP International Series Gold                          | František Čermák Leoš Friedl           | 6:4, 6:4       | Guillermo García-López Fernando Verdasco | Juan Ignacio Chela Feliciano López | Juan Carlos Ferrero Fernando Verdasco Juan Mónaco Jiří Vaněk        |
| 16 lipca | Countrywide Classic Los Angeles ATP International Series                      | Radek Štěpánek                         | 7:6, 5:7, 6:2  | James Blake                              | Nicolas Kiefer Lee Hyung-taik      | Marat Safin Michael Berrer Vince Spadea Zack Fleishman              |
| 16 lipca | Countrywide Classic Los Angeles ATP International Series                      | Bob Bryan Mike Bryan                   | 7:6, 6:2       | Scott Lipsky David Martin                | Nicolas Kiefer Lee Hyung-taik      | Marat Safin Michael Berrer Vince Spadea Zack Fleishman              |
| 23 lipca | Studena Croatia Open Umag Umag ATP International Series                       | Carlos Moyá                            | 6:4, 6:2       | Andrei Pavel                             | Guillermo Cañas Viktor Troicki     | Carlos Berloq Filippo Volandri Gilles Simon David Ferrer            |
| 23 lipca | Studena Croatia Open Umag Umag ATP International Series                       | Lukáš Dlouhý Michal Mertiňák           | 6:1, 6:1       | Jaroslav Levinský David Škoch            | Guillermo Cañas Viktor Troicki     | Carlos Berloq Filippo Volandri Gilles Simon David Ferrer            |
| 23 lipca | Indianapolis Tennis Championships Indianapolis ATP International Series       | Dmitrij Tursunow                       | 6:4, 7:5       | Frank Dancevic                           | Sam Querrey Andy Roddick           | Kei Nishikori James Blake Lee Hyung-taik Igor Kunicyn               |
| 23 lipca | Indianapolis Tennis Championships Indianapolis ATP International Series       | Juan Martín del Potro Travis Parrott   | 3:6, 6:2, 10–6 | Tejmuraz Gabaszwili Ivo Karlović         | Sam Querrey Andy Roddick           | Kei Nishikori James Blake Lee Hyung-taik Igor Kunicyn               |
| 23 lipca | Austrian Open Kitzbühel ATP International Series Gold                         | Juan Mónaco                            | 5:7, 6:3, 6:4  | Potito Starace                           | Agustín Calleri Fernando Verdasco  | Sergio Roitman Tommy Robredo Andreas Seppi Nicolás Lapentti         |
| 23 lipca | Austrian Open Kitzbühel ATP International Series Gold                         | Luis Horna Potito Starace              | 7:6, 7:6       | Tomas Behrend Christopher Kas            | Agustín Calleri Fernando Verdasco  | Sergio Roitman Tommy Robredo Andreas Seppi Nicolás Lapentti         |
| 30 lipca | Legg Mason Tennis Classic Waszyngton ATP International Series                 | Andy Roddick                           | 6:4, 7:6       | John Isner                               | Ivo Karlović Gaël Monfils          | Marat Safin Tommy Haas Lee Hyung-taik Paul Capdeville               |
| 30 lipca | Legg Mason Tennis Classic Waszyngton ATP International Series                 | Bob Bryan Mike Bryan                   | 7:6, 3:6, 10–7 | Jonatan Erlich Andy Ram                  | Ivo Karlović Gaël Monfils          | Marat Safin Tommy Haas Lee Hyung-taik Paul Capdeville               |
| 30 lipca | Orange Prokom Open Sopot ATP International Series                             | Tommy Robredo                          | 7:5, 6:0       | José Acasuso                             | Gilles Simon Albert Montañés       | Stefan Koubek Martín Vassallo Argüello Florian Mayer Igor Andriejew |
| 30 lipca | Orange Prokom Open Sopot ATP International Series                             | Mariusz Fyrstenberg Marcin Matkowski   | 6:1, 6:1       | Martín García Sebastián Prieto           | Gilles Simon Albert Montañés       | Stefan Koubek Martín Vassallo Argüello Florian Mayer Igor Andriejew |

## Sierpień
| Data        | Turniej                                                                  | Zwycięzcy                      | Wynik               | Finaliści                            | Półfinaliści                      | Ćwierćfinaliści                                               |
| ----------- | ------------------------------------------------------------------------ | ------------------------------ | ------------------- | ------------------------------------ | --------------------------------- | ------------------------------------------------------------- |
| 5 sierpnia  | Rogers Cup Montreal ATP Masters Series                                   | Novak Đoković                  | 7:6, 2:6, 7:6       | Roger Federer                        | Radek Štěpánek Rafael Nadal       | Lleyton Hewitt Nikołaj Dawydienko Andy Roddick Frank Dancevic |
| 5 sierpnia  | Rogers Cup Montreal ATP Masters Series                                   | Mahesh Bhupathi Pavel Vízner   | 6:4, 6:4            | Paul Hanley Kevin Ullyett            | Radek Štěpánek Rafael Nadal       | Lleyton Hewitt Nikołaj Dawydienko Andy Roddick Frank Dancevic |
| 13 sierpnia | Western & Southern Financial Group Masters Cincinnati ATP Masters Series | Roger Federer                  | 6:1, 6:4            | James Blake                          | Lleyton Hewitt Nikołaj Dawydienko | Nicolás Almagro Carlos Moyá Sam Querrey David Ferrer          |
| 13 sierpnia | Western & Southern Financial Group Masters Cincinnati ATP Masters Series | Jonatan Erlich Andy Ram        | 4:6, 6:3, 13–11     | Mike Bryan Bob Bryan                 | Lleyton Hewitt Nikołaj Dawydienko | Nicolás Almagro Carlos Moyá Sam Querrey David Ferrer          |
| 19 sierpnia | Pilot Pen Tennis New Haven ATP International Series                      | James Blake                    | 7:5, 6:4            | Mardy Fish                           | Paul-Henri Mathieu Ivo Karlović   | Fernando Verdasco Igor Andriejew Stan Wawrinka Gilles Simon   |
| 19 sierpnia | Pilot Pen Tennis New Haven ATP International Series                      | Mahesh Bhupathi Nenad Zimonjić | 6:3, 6:3            | Mariusz Fyrstenberg Marcin Matkowski | Paul-Henri Mathieu Ivo Karlović   | Fernando Verdasco Igor Andriejew Stan Wawrinka Gilles Simon   |
| 27 sierpnia | US Open Nowy Jork Wielki Szlem                                           | Roger Federer                  | 7:5(4), 7:6(2), 6:4 | Novak Đoković                        | David Ferrer Nikołaj Dawydienko   | Carlos Moyá Andy Roddick Tommy Haas Juan Ignacio Chela        |
| 27 sierpnia | US Open Nowy Jork Wielki Szlem                                           | Simon Aspelin Julian Knowle    | 7:5, 6:4            | Lukáš Dlouhý Pavel Vízner            | David Ferrer Nikołaj Dawydienko   | Carlos Moyá Andy Roddick Tommy Haas Juan Ignacio Chela        |

## Wrzesień
| Data        | Turniej                                                         | Zwycięzcy                             | Wynik          | Finaliści                          | Półfinaliści                     | Ćwierćfinaliści                                             |
| ----------- | --------------------------------------------------------------- | ------------------------------------- | -------------- | ---------------------------------- | -------------------------------- | ----------------------------------------------------------- |
| 10 września | China Open Pekin ATP International Series                       | Fernando González                     | 6:1, 3:6, 6:1  | Tommy Robredo                      | Nicolas Kiefer Ivan Ljubičić     | Marin Čilić Igor Kunicyn Markos Pagdatis Lee Hyung-taik     |
| 10 września | China Open Pekin ATP International Series                       | Rik de Voest Ashley Fisher            | 6:7, 6:0, 10–6 | Chris Haggard Lu Yen-hsun          | Nicolas Kiefer Ivan Ljubičić     | Marin Čilić Igor Kunicyn Markos Pagdatis Lee Hyung-taik     |
| 10 września | BCR Open Romania Bukareszt ATP International Series             | Gilles Simon                          | 4:6, 6:3, 6:1  | Victor Hănescu                     | Carlos Berlocq Gaël Monfils      | Jurij Szczukin Hugo Armando Potito Starace Marc Gicquel     |
| 10 września | BCR Open Romania Bukareszt ATP International Series             | Oliver Marach Michal Mertiňák         | 7:6, 7:6       | Martín García Sebastián Prieto     | Carlos Berlocq Gaël Monfils      | Jurij Szczukin Hugo Armando Potito Starace Marc Gicquel     |
| 24 września | Thailand Open Bangkok ATP International Series                  | Dmitrij Tursunow                      | 6:2, 6:1       | Benjamin Becker                    | Tomáš Berdych Fernando Verdasco  | Dominik Meffert Ivo Karlović Nicolas Mahut Jimmy Wang       |
| 24 września | Thailand Open Bangkok ATP International Series                  | Sanchai Ratiwatana Sonchat Ratiwatana | 3:6, 7:5, 10–7 | Michaël Llodra Nicolas Mahut       | Tomáš Berdych Fernando Verdasco  | Dominik Meffert Ivo Karlović Nicolas Mahut Jimmy Wang       |
| 24 września | Kingfisher Airlines Tennis Open Mumbaj ATP International Series | Richard Gasquet                       | 6:3, 6:4       | Olivier Rochus                     | Fabrice Santoro Rainer Schüttler | Stefan Koubek Jarkko Nieminen Nicolas Kiefer Lleyton Hewitt |
| 24 września | Kingfisher Airlines Tennis Open Mumbaj ATP International Series | Robert Lindstedt Jarkko Nieminen      | 7:6, 7:6       | Rohan Bopanna Aisam-ul-Haq Qureshi | Fabrice Santoro Rainer Schüttler | Stefan Koubek Jarkko Nieminen Nicolas Kiefer Lleyton Hewitt |

## Październik
| Data            | Turniej                                                                 | Zwycięzcy                             | Wynik         | Finaliści                            | Półfinaliści                       | Ćwierćfinaliści                                                        |
| --------------- | ----------------------------------------------------------------------- | ------------------------------------- | ------------- | ------------------------------------ | ---------------------------------- | ---------------------------------------------------------------------- |
| 1 października  | Open de Moselle Metz ATP International Series                           | Tommy Robredo                         | 0:6, 6:2, 6:3 | Andy Murray                          | Nicolas Mahut Guillermo Cañas      | Sébastien Grosjean Igor Andriejew Jo-Wilfried Tsonga Jewgienij Korolow |
| 1 października  | Open de Moselle Metz ATP International Series                           | Arnaud Clément Michaël Llodra         | 6:1, 6:4      | Mariusz Fyrstenberg Marcin Matkowski | Nicolas Mahut Guillermo Cañas      | Sébastien Grosjean Igor Andriejew Jo-Wilfried Tsonga Jewgienij Korolow |
| 1 października  | AIG Japan Open Tennis Championships Tokio ATP International Series Gold | David Ferrer                          | 6:1, 6:2      | Richard Gasquet                      | Ivo Karlović Tomáš Berdych         | Feliciano López Lleyton Hewitt Dudi Sela Fernando Verdasco             |
| 1 października  | AIG Japan Open Tennis Championships Tokio ATP International Series Gold | Jordan Kerr Robert Lindstedt          | 6:4, 6:4      | Frank Dancevic Stephen Huss          | Ivo Karlović Tomáš Berdych         | Feliciano López Lleyton Hewitt Dudi Sela Fernando Verdasco             |
| 8 października  | If Stockholm Open Sztokholm ATP International Series                    | Ivo Karlović                          | 6:3, 3:6, 6:1 | Thomas Johansson                     | James Blake Tommy Haas             | Jarkko Nieminen Mario Ančić Juan Mónaco Arnaud Clément                 |
| 8 października  | If Stockholm Open Sztokholm ATP International Series                    | Jonas Björkman Maks Mirny             | 6:4, 6:4      | Arnaud Clément Michaël Llodra        | James Blake Tommy Haas             | Jarkko Nieminen Mario Ančić Juan Mónaco Arnaud Clément                 |
| 8 października  | BA-CA Tennis Trophy Wiedeń ATP International Series Gold                | Novak Đoković                         | 6:4, 6:0      | Stan Wawrinka                        | Andreas Seppi Juan Carlos Ferrero  | Juan Ignacio Chela Ivan Ljubičić Feliciano López Fernando González     |
| 8 października  | BA-CA Tennis Trophy Wiedeń ATP International Series Gold                | Mariusz Fyrstenberg Marcin Matkowski  | 6:4, 6:2      | Tomas Behrend Christopher Kas        | Andreas Seppi Juan Carlos Ferrero  | Juan Ignacio Chela Ivan Ljubičić Feliciano López Fernando González     |
| 8 października  | Kremlin Cup Moskwa ATP International Series                             | Nikołaj Dawydienko                    | 7:5, 7:6      | Paul-Henri Mathieu                   | Janko Tipsarević Michael Berrer    | Igor Andriejew Radek Štěpánek Florent Serra Philipp Kohlschreiber      |
| 8 października  | Kremlin Cup Moskwa ATP International Series                             | Marat Safin Dmitrij Tursunow          | 6:4, 6:2      | Tomáš Cibulec Lovro Zovko            | Janko Tipsarević Michael Berrer    | Igor Andriejew Radek Štěpánek Florent Serra Philipp Kohlschreiber      |
| 8 października  | Mutua Madrileña Masters Madrid Madryt ATP Masters Series                | David Nalbandian                      | 1:6, 6:3, 6:3 | Roger Federer                        | Nicolas Kiefer Novak Đoković       | Feliciano López Fernando González Mario Ančić Rafael Nadal             |
| 8 października  | Mutua Madrileña Masters Madrid Madryt ATP Masters Series                | Bob Bryan Mike Bryan                  | 6:3, 7:6      | Mariusz Fyrstenberg Marcin Matkowski | Nicolas Kiefer Novak Đoković       | Feliciano López Fernando González Mario Ančić Rafael Nadal             |
| 22 października | Davidoff Swiss Indoors Basel Bazylea ATP International Series           | Roger Federer                         | 6:3, 6:4      | Jarkko Nieminen                      | Ivo Karlović Markos Pagdatis       | Nicolas Kiefer Tomáš Berdych Paul-Henri Mathieu Fernando González      |
| 22 października | Davidoff Swiss Indoors Basel Bazylea ATP International Series           | Bob Bryan Mike Bryan                  | 6:1, 6:1      | James Blake Mark Knowles             | Ivo Karlović Markos Pagdatis       | Nicolas Kiefer Tomáš Berdych Paul-Henri Mathieu Fernando González      |
| 22 października | Grand Prix de Tennis de Lyon Lyon ATP International Series              | Sébastien Grosjean                    | 7:6, 6:4      | Marc Gicquel                         | Jo-Wilfried Tsonga Alejandro Falla | Julien Benneteau Olivier Rochus Ivan Ljubičić Diego Hartfield          |
| 22 października | Grand Prix de Tennis de Lyon Lyon ATP International Series              | Sébastien Grosjean Jo-Wilfried Tsonga | 6:4, 6:3      | Łukasz Kubot Lovro Zovko             | Jo-Wilfried Tsonga Alejandro Falla | Julien Benneteau Olivier Rochus Ivan Ljubičić Diego Hartfield          |
| 22 października | St. Petersburg Open Petersburg ATP International Series                 | Andy Murray                           | 6:2, 6:3      | Fernando Verdasco                    | Marin Čilić Michaił Jużny          | Ernests Gulbis Potito Starace Philipp Kohlschreiber Dmitrij Tursunow   |
| 22 października | St. Petersburg Open Petersburg ATP International Series                 | Daniel Nestor Nenad Zimonjić          | 6:1, 7:6      | Jürgen Melzer Todd Perry             | Marin Čilić Michaił Jużny          | Ernests Gulbis Potito Starace Philipp Kohlschreiber Dmitrij Tursunow   |
| 28 października | BNP Paribas Masters Paryż ATP Masters Series                            | David Nalbandian                      | 6:4, 6:0      | Rafael Nadal                         | Richard Gasquet Markos Pagdatis    | David Ferrer Andy Murray Tommy Robredo Michaił Jużny                   |
| 28 października | BNP Paribas Masters Paryż ATP Masters Series                            | Bob Bryan Mike Bryan                  | 6:3, 7:6      | Daniel Nestor Nenad Zimonjić         | Richard Gasquet Markos Pagdatis    | David Ferrer Andy Murray Tommy Robredo Michaił Jużny                   |

## Listopad
| Data         | Turniej                                        | Zwycięzcy                  | Wynik         | Finaliści                   | Półfinaliści              | Ćwierćfinaliści                                                    |
| ------------ | ---------------------------------------------- | -------------------------- | ------------- | --------------------------- | ------------------------- | ------------------------------------------------------------------ |
| 11 listopada | Tennis Masters Cup Szanghaj Tennis Masters Cup | Roger Federer              | 6:2, 6:3, 6:2 | David Ferrer                | Rafael Nadal Andy Roddick | Novak Đoković Nikołaj Dawydienko Richard Gasquet Fernando González |
| 11 listopada | Tennis Masters Cup Szanghaj Tennis Masters Cup | Mark Knowles Daniel Nestor | 6:2, 6:3      | Simon Aspelin Julian Knowle | Rafael Nadal Andy Roddick | Novak Đoković Nikołaj Dawydienko Richard Gasquet Fernando González |

## Wygrane turnieje

### gra pojedyncza – klasyfikacja tenisistów
| Lp | Wygrane | Tenisista             | Państwo           |
| 1  | 8       | Roger Federer         | Szwajcaria        |
| 2  | 6       | Rafael Nadal          | Hiszpania         |
| 3  | 5       | Novak Đoković         | Serbia            |
| 4  | 3       | Juan Mónaco           | Argentyna         |
|    | 3       | David Ferrer          | Hiszpania         |
|    | 3       | Ivo Karlović          | Chorwacja         |
| 5  | 2       | David Nalbandian      | Argentyna         |
|    | 2       | James Blake           | Stany Zjednoczone |
|    | 2       | Ivan Ljubičić         | Chorwacja         |
|    | 2       | Xavier Malisse        | Belgia            |
|    | 2       | Gilles Simon          | Francja           |
|    | 2       | Andy Murray           | Wielka Brytania   |
|    | 2       | Andy Roddick          | Stany Zjednoczone |
|    | 2       | Paul-Henri Mathieu    | Francja           |
|    | 2       | Dmitrij Tursunow      | Rosja             |
|    | 2       | Tommy Robredo         | Hiszpania         |
| 6  | 1       | Markos Pagdatis       | Cypr              |
|    | 1       | Luis Horna            | Peru              |
|    | 1       | Guillermo Cañas       | Argentyna         |
|    | 1       | Nikołaj Dawydienko    | Rosja             |
|    | 1       | Michaił Jużny         | Rosja             |
|    | 1       | Tommy Haas            | Niemcy            |
|    | 1       | Juan Ignacio Chela    | Argentyna         |
|    | 1       | Lleyton Hewitt        | Australia         |
|    | 1       | Nicolás Almagro       | Hiszpania         |
|    | 1       | Tomáš Berdych         | Czechy            |
|    | 1       | Fabrice Santoro       | Francja           |
|    | 1       | Steve Darcis          | Belgia            |
|    | 1       | Radek Štěpánek        | Czechy            |
|    | 1       | Carlos Moyá           | Hiszpania         |
|    | 1       | Richard Gasquet       | Francja           |
|    | 1       | Philipp Kohlschreiber | Niemcy            |
|    | 1       | Fernando González     | Chile             |
|    | 1       | Sébastien Grosjean    | Francja           |

### gra pojedyncza – klasyfikacja państw
| Lp | Państwo           | Turnieje | Tenisiści                                                                                            |
| 1  | Hiszpania         | 13       | David Ferrer, Rafael Nadal, Nicolás Almagro, Carlos Moyá, Tommy Robredo                              |
| 2  | Szwajcaria        | 8        | Roger Federer                                                                                        |
| 3  | Francja           | 7        | Gilles Simon, Gilles Simon, Fabrice Santoro, Paul-Henri Mathieu, Richard Gasquet, Sébastien Grosjean |
|    | Argentyna         | 7        | Juan Mónaco, David Nalbandian, Juan Ignacio Chela, Guillermo Cañas                                   |
| 4  | Chorwacja         | 5        | Ivo Karlović, Ivan Ljubičić                                                                          |
|    | Serbia            | 5        | Novak Đoković                                                                                        |
| 5  | Stany Zjednoczone | 4        | Andy Roddick, James Blake                                                                            |
|    | Rosja             | 4        | Dmitrij Tursunow, Michaił Jużny, Nikołaj Dawydienko                                                  |
| 6  | Belgia            | 3        | Xavier Malisse, Steve Darcis                                                                         |
| 7  | Wielka Brytania   | 2        | Andy Murray                                                                                          |
|    | Niemcy            | 2        | Tommy Haas, Philipp Kohlschreiber                                                                    |
|    | Czechy            | 2        | Tomáš Berdych, Radek Štěpánek                                                                        |
| 8  | Chile             | 1        | Fernando González                                                                                    |
|    | Australia         | 1        | Lleyton Hewitt                                                                                       |
|    | Cypr              | 1        | Markos Pagdatis                                                                                      |
|    | Peru              | 1        | Luis Horna                                                                                           |

### gra podwójna – klasyfikacja tenisistów
| Lp | Wygrane | Tenisista                | Państwo           |
| 1  | 9       | Bob Bryan                | Stany Zjednoczone |
| 1  | 9       | Mike Bryan               | Stany Zjednoczone |
| 2  | 5       | Nenad Zimonjić           | Serbia            |
| 3  | 4       | Julian Knowle            | Austria           |
|    | 4       | Simon Aspelin            | Szwecja           |
|    | 4       | Daniel Nestor            | Kanada            |
| 4  | 3       | Mark Knowles             | Bahamy            |
|    | 3       | Arnaud Clément           | Francja           |
|    | 3       | Michaël Llodra           | Francja           |
|    | 3       | Pavel Vízner             | Czechy            |
|    | 3       | Eric Butorac             | Stany Zjednoczone |
|    | 3       | Jamie Murray             | Wielka Brytania   |
|    | 3       | Jordan Kerr              | Australia         |
| 5  | 2       | Alexander Waske          | Niemcy            |
|    | 2       | Rogier Wassen            | Holandia          |
|    | 2       | Jeff Coetzee             | Południowa Afryka |
|    | 2       | Lukáš Dlouhý             | Czechy            |
|    | 2       | František Čermák         | Czechy            |
|    | 2       | Todd Perry               | Australia         |
|    | 2       | Fabrice Santoro          | Francja           |
|    | 2       | Michaił Jużny            | Rosja             |
|    | 2       | Michal Mertiňák          | Słowacja          |
|    | 2       | Wesley Moodie            | Południowa Afryka |
|    | 2       | Mahesh Bhupathi          | Indie             |
|    | 2       | Marcin Matkowski         | Polska            |
|    | 2       | Mariusz Fyrstenberg      | Polska            |
|    | 2       | Xavier Malisse           | Belgia            |
|    | 2       | Potito Starace           | Włochy            |
|    | 2       | Robert Lindstedt         | Szwecja           |
| 6  | 1       | Michael Kohlmann         | Niemcy            |
|    | 1       | Paul Capdeville          | Chile             |
|    | 1       | Óscar Hernández          | Hiszpania         |
|    | 1       | Hugo Armando             | Stany Zjednoczone |
|    | 1       | Martín García            | Argentyna         |
|    | 1       | Sebastián Prieto         | Argentyna         |
|    | 1       | Martín Vassallo Argüello | Argentyna         |
|    | 1       | Andrei Pavel             | Rumunia           |
|    | 1       | Marat Safin              | Rosja             |
|    | 1       | Jim Thomas               | Stany Zjednoczone |
|    | 1       | Juan Pablo Brzezicki     | Argentyna         |
|    | 1       | Juan Pablo Guzmán        | Argentyna         |
|    | 1       | Leoš Friedl              | Czechy            |
|    | 1       | Juan Martín del Potro    | Argentyna         |
|    | 1       | Travis Parrott           | Stany Zjednoczone |
|    | 1       | Luis Horna               | Peru              |
|    | 1       | Jonatan Erlich           | Izrael            |
|    | 1       | Andy Ram                 | Izrael            |
|    | 1       | Marcelo Melo             | Brazylia          |
|    | 1       | André Sá                 | Brazylia          |
|    | 1       | Kevin Ullyett            | Zimbabwe          |
|    | 1       | Jonas Björkman           | Szwecja           |
|    | 1       | Philipp Kohlschreiber    | Niemcy            |
|    | 1       | Maks Mirny               | Białoruś          |
|    | 1       | David Škoch              | Czechy            |
|    | 1       | Sanchai Ratiwatana       | Tajlandia         |
|    | 1       | Sonchat Ratiwatana       | Tajlandia         |
|    | 1       | Oliver Marach            | Austria           |
|    | 1       | Paul Hanley              | Australia         |
|    | 1       | Dick Norman              | Belgia            |
|    | 1       | Martin Damm              | Czechy            |
|    | 1       | Leander Paes             | Indie             |
|    | 1       | Dmitrij Tursunow         | Rosja             |
|    | 1       | Jarkko Nieminen          | Finlandia         |
|    | 1       | Ashley Fisher            | Australia         |
|    | 1       | Rik de Voest             | Południowa Afryka |
|    | 1       | Sébastien Grosjean       | Francja           |
|    | 1       | Jo-Wilfried Tsonga       | Francja           |

### gra podwójna – klasyfikacja państw
| Lp | Turnieje | Państwo           |
| 1  | 24       | Stany Zjednoczone |
| 2  | 10       | Czechy            |
|    | 10       | Francja           |
| 3  | 7        | Australia         |
| 4  | 6        | Argentyna         |
|    | 6        | Szwecja           |
| 5  | 5        | Austria           |
|    | 5        | Serbia            |
| 6  | 4        | Kanada            |
|    | 4        | Niemcy            |
|    | 4        | Polska            |
|    | 4        | Rosja             |
| 7  | 3        | Bahamy            |
|    | 3        | Belgia            |
|    | 3        | Wielka Brytania   |
|    | 3        | Indie             |
| 8  | 2        | Brazylia          |
|    | 2        | Izrael            |
|    | 2        | Włochy            |
|    | 2        | Holandia          |
|    | 2        | Słowacja          |
|    | 2        | Tajlandia         |
| 9  | 1        | Hiszpania         |
|    | 1        | Chile             |
|    | 1        | Białoruś          |
|    | 1        | Finlandia         |
|    | 1        | Peru              |
|    | 1        | Rumunia           |
|    | 1        | Zimbabwe          |